# 池田治
池田 治（いけだ おさむ、1931年12月15日 - 2006年5月25日）は、日本の弁護士、元政治家。参議院議員（1期）。

## 経歴
愛媛県東宇和郡野村町（現・西予市）出身。1956年中央大学法学部卒業。法政大学の講師などを経て、1969年弁護士登録。1984年法曹政治連盟会長に就任する。1989年の第15回参議院議員通常選挙に愛媛県選挙区から連合推薦で立候補し、自由民主党公認で現職の檜垣徳太郎元郵政大臣を破って初当選。連合参議院（後の民主改革連合）の結成に参加。民主改革連合の幹事長などを務めた。1995年の第17回参議院議員通常選挙で再選を目指したが自由民主党公認の塩崎恭久に敗れて落選、政界から引退した。
2002年4月の春の叙勲で勲三等に叙され、旭日中綬章を受章する。
2006年5月25日、心不全のため、東京都新宿区の病院で死去した。74歳没。